# Finnországi gyermek- és ifjúsági irodalom
A kezdetektől fogva létezett irodalom a fiatalok számára, eleinte főként népköltészet formájában. Már az írott történelmi idők előtt megjelentek a bölcsődalok, mondókák és mesék; ezeknek kettős céljuk volt, egyszerre neveltek és szórakoztattak.

## 16–18. század
A finnországi írott gyermekirodalom kezdetének Mikael Agricola 1543-ban megjelent Ábécéskönyvét tekintik (Abc-kiria), ami egyébként az első finnországi finn nyelven írott alkotás is. A könyvben található szótagolási gyakorlatok, valamint a címlapon elhelyezett Oppe nyt wanha/ ja noori c. vers arra utalnak, hogy a művet nemcsak felnőtteknek, de a gyerekek olvasni tanítására is szánták. A 16. században a gyermekirodalomban az ábécés- és olvasókönyvek voltak túlsúlyban, míg a 17. században megjelentek a katekizmusok, a különböző egyházi és világi témájú tanácsadó kiadványok, nevelési útmutatók és mesék. A gyermekkönyvek céljai közé tartozott az olvasás megtanítása, a keresztény szellemben való nevelés és a túlvilági életre való felkészítés. Ezután egyre több, a gyermekirodalom szempontjából is fontos finn nyelvű kiadvány jelent meg, pl. Rotterdami Erasmus nevelési útmutatójának a fordítása (Cullainen kirja), Jakob Tengström XVIII. századi svéd nyelvű ábécéskönyve (ez már világi dolgokkal is foglalkozott) vagy Jaakko Juteini Lasten kirja c. műve.
Az egyházi vonal dominanciája végig meghatározó a 18. században is, amikor kiadták az első gyermekeknek szánt Bibliákat és bibliatörténeteket. A vallásos könyvektől eltér Henrik Achrenius 1775-ben megjelent, külföldi meséket tartalmazó gyűjteménye: Caxi Neljättä Kymmendä Satua. 1784-ben Cristfried Ganander is publikált egy fordításgyűjteményt, Új válogatott mesék (Uudempia ulosvalittuja satuja) címen.

## 19. század
A 19. század elejéig az irodalom nagyrészt megmaradt egyházi és tanítási célzatúnak, később viszont a romantika térhódításának következtében visszatér a néphagyományhoz. Ezzel együtt változik a gyerekekről alkotott kép is; a romantika korabeli gyermek közelebb áll a természethez és Istenhez; a mesék a gyerekek érzelmi világára és kreativitására is próbálnak hatni. Már a verseket is ajánlani kezdik gyerekek számára, viszont a tanító jelleg megmarad. 1856-66 között Eero Saarelainen négyrészes mesegyűjteményt jelentetett meg (Suomen kansan satuja ja tarinoita).
Zacharias Topelius
A 19. században  kezd létrejönni a népmese mintájára a műmese. Kezdetben csak a fordítások a jellemzőek (pl. Grimm- és Andersen-mesék fordításai), de ezek is eleinte csak svédül jelentek meg. A nemzeti ébredés mozgalma és a népfelvilágosító tevékenység  hatására kialakul a finn nemzeti érzés, ami a társadalmi fejlődésre is jelentős hatással van. Létrejön a történelmi regény, és a szépirodalom fokozatosan megjelenik a fiatalok számára is. Gyakran a külföldi művek fordításait is először „fiatalokra adaptálva” jelentették meg (pl. a Gulliver vagy a Don Quijote esetében az 1870-es években). Ezek az alkotások egyszerre mintaképként szolgáltak a finnországi szerzők számára, emellett gyakorlást is biztosítottak a fordítóknak. Nagy szerepe volt a gyermekirodalom hagyományának kialakításában Zacharias (Sakari) Topeliusnak, akit a finnországi gyermek- és ifjúsági irodalom megteremtőjének tartanak. Az ő meséinek alapját a népmeséken kívül gyermekkori élményei, a Biblia, a Kalevala és H. C. Andersen történetei szolgáltatják. Topeliusnak sikerült  világos viselkedési mintákat bemutatnia, és érzékeltetni a különbséget jó és rossz között. Habár svédül írt, meséiben központi téma a szülőföld, a környezet, a vallás, a nemzet jövője és boldogulása. A finn népiskolákban évtizedekig használták tankönyvként Luonnon kirja és Maamme kirja című könyveit. A Luonnon kirja biológiával, geológiával, fizikával és kémiával foglalkozott, a Maamme kirja Finnország történelmét és földrajzát mutatta be. A XIX. századot a szerző kiemelkedő jelentősége miatt topeliánus korszaknak is nevezik. Topelius hatása a finn irodalomra egészen a második világháborúig érzékelhető.

## A 20. század első fele
A gyermekirodalom fejlődésében fontos szerepe volt a gyermeklapok megjelenésének. Az első gyermekeknek szóló újság a svéd nyelvű Eos, ami Topelius nevéhez fűződik, és 1854-56 között jelent meg. A XIX. század folyamán körülbelül 50 hasonló lap létezett; néhány példa: Lasten Suometar (1867-67, szerkesztő: Rietrikki Polén), Pääskynen (1871-81, szerk.: Krohn család), Lasten Kuvalehti (1880-1918, szerk.: Gummerus család). Egyre több képeskönyvet is kiadtak, az elsőt a németből fordították svédre 1849-ben, majd húsz év múlva a finn változat is elkészült, Jöröjukka címmel.  Az első finn nyelvű képeskönyv is fordítás: az 1865-ből való Kaisa rouva ja hänen kissansa. Az első eredeti finn képeskönyv a Suomalainen kuvakirja, amihez Juhani Aho írta a verseket. Az  első ifjúsági regény címe Serkukset, ezt Pietari Hannikainen adta ki 1848-ban. A mű erőteljes állásfoglalást is tartalmaz az akkori társadalmi kérdésekkel kapcsolatban.
A századfordulón változás következett be, elvált egymástól a gyermek- és az ifjúsági irodalom, valamint külön kezdtek írni fiúknak és lányoknak szánt könyveket. Az ifjúsági regény valódi megalapítójának Immi Hellént tartják (aki körülbelül 3000 verset is írt). Anne című regénye tekinthető az első lányregénynek, ez egy meglehetősen szentimentális alkotás. Alfred Emil Ingmant nevezik a fiúirodalom megalapítójának. Az ő munkáját folytatta Jalmari Sauli. Művei erőteljesen nevelő jellegűek, gyakori téma bennük az erdőben való kalandozás. Sauli már történelmi kalandregényeket is írt. A XX. század folyamán később is sok fiúknak szánt kalandregény jelent meg. Népszerűségük részben annak is köszönhető, hogy menekülést nyújtottak a valódi életből.
Anni Swan
A Topelius utáni legbefolyásosabb szerző Anni Swan, aki teljes irodalmi munkásságát az ifjúságnak szentelte. Swan megújította a Topelius által elkezdett mesehagyományt, és megteremtette a finn szimbolikus mesét. Kirsi Rantala így jellemzi Swant A Múminvölgy varázslatos világa c. írásában: „Az 1958-ban elhunyt Anni Swan a finn meseirodalom úttörője. A klasszikussá vált lányregények és kalandregények mellett összesen hat mesegyűjteményt írt. Meséi a világirodalom és a népmesék hatásait egyaránt mutatják, ennek ellenére a lehető legfinnebb romantikus csodamesék. Anni Swan meséi szimbolikájuk és eszményi tartalmuk ellenére gyakorlatiasak és erősen realisztikusak. Ami finn bennük, az a cselekmények helyszíne – gyakran az erdő, a tó- vagy tengerpart kicsi, jelentéktelen halászfalui. Meséiben szinte mindig a gyermekek és állatok barátsága kap hangsúlyt – az állatszereplők a finn környezetnek megfelelően szarvasok, medvék, farkasok – sőt néha akár szúnyogok. A mesék csúcspontja a cselekedetektől vagy viselkedéstől függően történő alakváltoztatás.
Anni Swan meséit akár művészi meséknek is nevezhetnénk – nemzedékeken át hatottak és tanították a finn gyermekeket az evangélikus, protestáns etika alapértékeire. A mesék tanulsága világos: segítségükkel a finn gyermekek számos generációja szinte észrevétlenül tanulta az alázatot, az idősebbek tiszteletét, a szerénységet és becsületességet. Az estéről estére hallott ismerős és biztonságos mesék hatása hatalmas lehetett: a gyerekek kedvelt meséi az ő saját nyelvükön szólítják meg őket, világos mintákat nyújtanak a jóhoz és igazhoz. A finn társadalom mindig nagyon homogén volt, a finn értékrend jórészt egységes. Meg vagyok győződve róla, hogy Anni Swan közkedvelt meséi, pl. a Vízimanóról vagy a Tenger asszonyának ajándékáról nagyban hozzájárultak ennek az egységnek a kialakulásához és későbbi megszilárdulásához.”
Műveinek témájaként megjelenik a nők társadalmi helyzetének változása is (Ihmekukassa, 1905 és Marjaanan helmikruunussa, 1912). Számos mesét fordított finnre, többek között Lewis Carroltól az Alíz Csodaországban-t. Anni Swan történetei Mesék az ezer tó országából címmel magyarul is megjelentek (Sebestyén Irén fordításában). Érdekesség, hogy Anni Swan nevéhez fűződik a magyar népmesék első finn fordításkötete is (1904).
A két világháború között
Jalmari Finne alkotásai változatosságot jelentettek az 1910-es években, művei egyszerre voltak újítóak és népszerűek is. Regényei főként a Kiljunen családról szólnak, ezek első, burleszkszerű kötete 1914-ben jelent meg (Kiljusen herrasväki). Kiljunenék történeteiben az jelenti a fő újítást, hogy bár a cselekmény valós környezetben zajlik, az események mégis irreálisak.
Az 1920-30-as években a hétköznapi realizmus hiánya a meghatározó. Ez alól kivételt képez Aili Konttinen Inkeri palasi Ruotsista c. regénye (1947), ami az ún. „sotalapset”-ről szól, azokról a gyerekekről, akiket a második világháború elől menekülve áttelepítettek a szomszédos országokba, leginkább Svédországba, majd a háború után visszatérve nehéz volt beilleszkedniük régi környezetükbe. Ez az alkotás kapta az első Topelius-díjat.
Arvid Lydecken finn író és kritikus munkásságát a Pääskynen lapban kezdte. Arvily álnéven írt ifjúsági műveket, elsősorban meséket, amelyekből válogatások jelentek meg pl. Suuri, kaunis maailma. Verseiből is adtak ki válogatásköteteket pl. Kotoa ja kaukaa (1947).
A század első felében újítások jelentkeznek a svéd nyelvű finn meseirodalomban, azonban a finn nyelvűben egészen a harmincas évekig a néphagyomány hatása dominál. Raul Roine munkássága kivételt jelent, akinél már megfigyelhetőek az expresszionizmus jelei. Roine könyveit a korszak leghíresebb finn festője, Rudolf Koivu illusztrálta. 
A második világháborút követően jelentős változások zajlottak le a finn ifjúsági irodalomban.

## Külső hivatkozások
- Kirsi Rantala: A Múminvölgy varázslatos világa Archiválva 2007. március 30-i dátummal a Wayback Machine-ben